# Oreco
Valdemar Rodrigues Martíns známý jako Oreco (13. červen 1932, Santa Maria – 3. duben 1985, Ituverava) byl brazilský fotbalista. Nastupoval především na postu obránce.
S brazilskou fotbalovou reprezentací vyhrál mistrovství světa roku 1958, byť na závěrečném turnaji nenastoupil. Získal i stříbrnou medaili na Mistrovství Jižní Ameriky 1957. Brazílii reprezentoval v 10 zápasech.
V sezóně 1967/68 se stal s Deportivem Toluca mistrem Mexika, v roce 1971 s Dallasem Tornado mistrem USA. Dvě sezóny strávil též v kolumbijském Los Millonarios Bogotá. V Brazílii působil v první lize v dresu SC Corinthians Paulista.